# Nymphargus armatus
Nymphargus armatus är en groddjursart som först beskrevs av Lynch och Pedro M. Ruiz-Carranza 1996.  Nymphargus armatus ingår i släktet Nymphargus och familjen glasgrodor. IUCN kategoriserar arten globalt som sårbar. Inga underarter finns listade i Catalogue of Life.